# Krawat

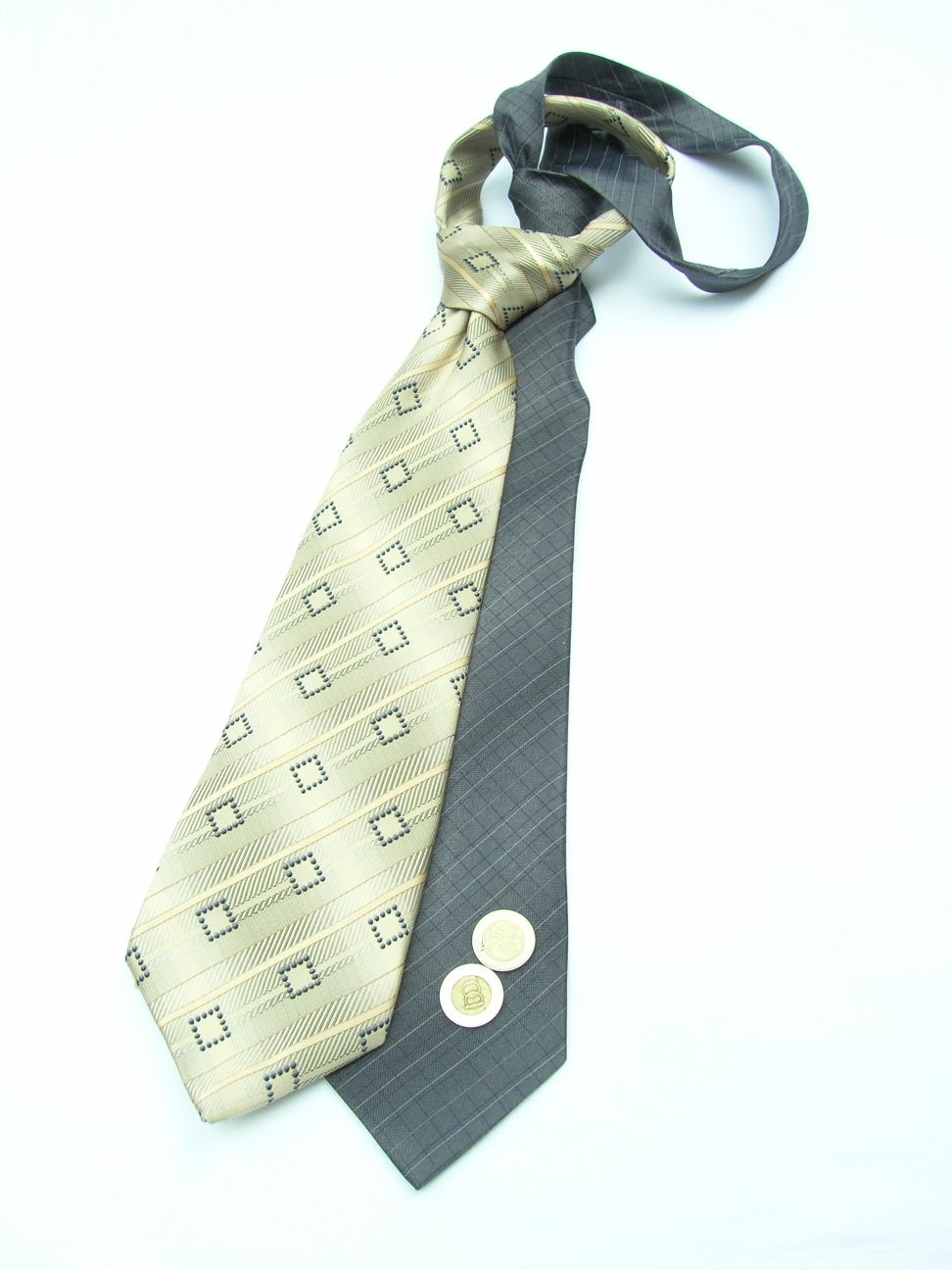
Dwa krawaty

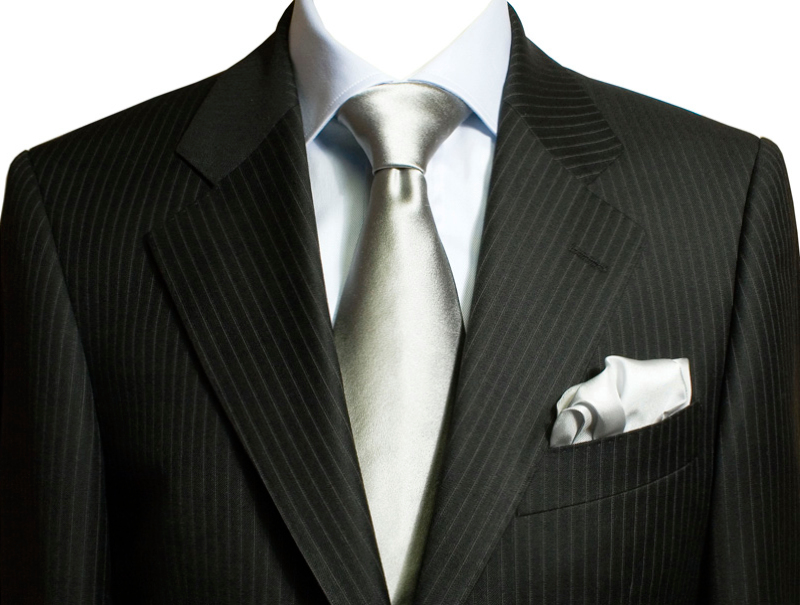
Krawat jako element garnituru

Krawat (fr. cravate) – ozdoba męskiego lub damskiego stroju, będąca wąskim paskiem materiału wiązanym wokół szyi na kołnierzu koszuli. Współczesny krawat wywodzi się od długich, kolorowych chust lub szarf noszonych dawniej na szyi w Chorwacji. 

## Historia
Najdawniejsze ślady wczesnych form krawata odnaleziono w grobowcu pierwszego cesarza chińskiego Qin Shi Huang. Żołnierze jego Terakotowej Armii mają wiązane na szyi chusty.
W chusty stroili się również rzymscy żołnierze. Na wizerunkach armii uwiecznionej w marmurze kolumny Trajana pochodzącej z 113 r. n.e. szyje żołnierzy zdobią zarówno chusty zawiązane na wzór wstążki, jak i przypominające węzeł prosty.
W 1660 król Francji Ludwik XIV dokonał przeglądu swych wojsk, między nimi również regimentu najemników chorwackich. Kolorowe jedwabne chusty w pułku kawalerii noszone przez chorwackich oficerów zwróciły uwagę monarchy na tyle, że nadał tej formacji miano Royal Cravattes (stąd cravate). Później krawat wszedł również na stałe do stroju króla, a pieczę nad królewskimi cravates sprawował tzw. cravatier. Wkrótce moda na noszenie krawatów przeszła również do Anglii, a następnie do całej Europy. 
Największą ewolucję krawaty przeszły w XX w. Na początku stulecia pojawiły się krawaty, które przypominały te dzisiejsze kształtem, jednak były od nich o wiele krótsze. Było to spowodowane faktem, że spodnie noszono wówczas na wysokości talii, a nie pasa, więc krótki krawat mógł łatwo dosięgnąć brzegu spodni. Długość krawata zmieniała się wraz z wysokością spodni: odkąd spodnie noszone są na biodrach, standardowa długość krawata wynosi ok. 140 cm. Szerokość krawata zależy natomiast w głównej mierze od panującej mody. Początkowo bardzo szerokie (13–14 cm), z czasem stawały się coraz węższe (3–8 cm w latach 50.), by znów powrócić do większej szerokości (lata 80. i 90.). Obecnie krawat męski ma 7–9 cm szerokości.
Krawat do dziś uważa się za nieodłączny element stroju eleganckiego mężczyzny, choć pojawia się także w stylizacjach nieformalnych. Formalność krawata zależy od materiału i wzoru.
W Polsce, w drugiej połowie lat 70. XX wieku, handlową nazwą krawata był zwis męski ozdobny. Wprowadzenie tej nazwy tłumaczone jest najczęściej względami politycznymi. Faktem jest jednak, że w owych czasach trwała kampania na rzecz czystości języka polskiego, co polegało na wymyślaniu polskich odpowiedników wyrazów pochodzenia obcego. Nazwa w języku potocznym nie przyjęła się, ale funkcjonuje w dowcipach „z epoki”.

## Wiązanie krawata
Kilka popularnych węzłów:
- four in hand pojedynczy
- four in hand podwójny
- półwindsorski
- windsorski, jest to obowiązkowy sposób wiązania krawata mundurowego w polskiej Policji[6]
- skrzyżowany
- klasyczny amerykański
- free american
- węzeł włoski Nicki
- węzeł wenecki
- węzeł wiktoriański

## Dzień bez krawata
W Polsce 2 czerwca jest organizowany Dzień bez Krawata – nieformalne święto w wielu firmach. Krawat jest w większości przypadków obowiązkowym elementem męskiego ubioru, jednak w tym dniu pracownicy odstępują od tej reguły.